# Intelligenza emotiva
L'intelligenza emotiva è una componente dell'intelligenza, che consiste nella capacità di percepire, valutare,  comprendere, utilizzare e gestire le emozioni. Le persone con un'elevata intelligenza emotiva posseggono un notevole grado di consapevolezza delle  proprie emozioni e di quelle di altri individui. Questa capacità consente loro di poterle utilizzare per fruirne  informazioni o  per influenzare i propri pensieri e azioni.
L'intelligenza emotiva è stata trattata la prima volta nel 1990 da Peter Salovey e John D. Mayer nel loro articolo Emotional Intelligence.
Nell'articolo alla figura 1, viene presentato un diagramma che concettualizza l'intelligenza emotiva, dimostrando che è composta da tre rami principali:
- Valutazione ed espressione delle emozioni
- Regolazione delle emozioni
- Utilizzo delle emozioni

Tale definizione iniziale è stata poi successivamente aggiornata in quanto appariva imprecisa e priva di un ragionamento sui sentimenti, trattando solo la percezione e la regolazione delle emozioni.
È quindi stata definita come segue: "L'intelligenza emotiva coinvolge l'abilità di percepire, valutare ed esprimere un'emozione; l'abilità di accedere ai sentimenti e/o crearli quando facilitano i pensieri; l'abilità di capire l'emozione e la conoscenza emotiva; l'abilità di regolare le emozioni per promuovere la crescita emotiva e intellettuale”.
Il tema dell'intelligenza emotiva è stato successivamente trattato nel 1995 da Daniel Goleman nel libro Emotional Intelligence tradotto in italiano nel 1997 come Intelligenza emotiva: che cos'è e perché può renderci felici.

## Competenza emotiva
La competenza emotiva è "l'insieme di abilità pratiche (skills) necessarie per l'autoefficacia (self-efficacy) dell'individuo nelle transazioni sociali che suscitano emozioni (emotion-eliciting social transactions)".
La competenza emotiva presuppone la presenza di conoscenza delle proprie e altrui emozioni e dell'abilità di comportamento intesa come la capacità di gestire e regolare le proprie emozioni per affrontare le diverse situazioni che si propongono. Attraverso questi elementi, l'individuo è in grado di intraprendere relazioni positive con gli altri e di favorire comportamenti socializzanti. Sviluppare competenze emotive significa favorire scambi comunicativi, capacità di problem-solving e stimolare il pensiero costruttivo.
Lo sviluppo della competenza emotiva riguarda anche la regolazione delle proprie emozioni (strettamente legata anche al loro controllo) in cui l'individuo produce livelli ottimali e socialmente accettabili, di comportamento. È attraverso l'interazione con altri individui che si modella il comportamento emotivo ritenuto idoneo nei diversi contesti, ed è la socializzazione che stabilisce le norme entro le quali le emozioni si devono manifestare per essere considerate appropriate.
Secondo Goleman la struttura della competenza emotiva è composta dalla competenza personale e dalla competenza sociale.

### La competenza personale
È il modo in cui controlliamo noi stessi attraverso la consapevolezza di sé riconoscendo le proprie emozioni e il modo in cui esse influiscono sulla prestazione, attraverso la conoscenza dei propri punti di forza e di debolezza e attraverso la riflessione appresa dall'esperienza; attraverso la padronanza di sé mediante il dominio delle emozioni, la flessibilità nel gestire il cambiamento e la capacità di avere un atteggiamento aperto di fronte a nuove idee; attraverso la motivazione intesa come spinta interiore a migliorare, a cogliere le occasioni ed a perseguire gli obiettivi nonostante gli ostacoli.
Quando le emozioni sono talmente forti da superare la barriera della concentrazione, ciò che viene perduta è una capacità mentale che gli scienziati cognitivi chiamano memoria di lavoro, che è l'abilità di memorizzare e archiviare nella nostra mente tutte le informazioni necessarie per poter portare a termine ciò a cui ci stiamo dedicando.

### La competenza sociale
È il modo in cui gestiamo le relazioni con gli altri attraverso l'empatia, intesa come la capacità di ascoltare e comprendere le esigenze e i sentimenti altrui e attraverso abilità sociali che favoriscono legami collaborativi, costruzione attorno a sé di consenso e appoggio, facilitazione alla comunicazione e gestione dei conflitti. La competenza sociale può essere riassunta in 5 grandi categorie:
1. competenze comunicative
2. competenze di leadership
3. competenze nella soluzione dei conflitti
4. competenze nella soluzione dei problemi
5. competenze nel prendere decisioni

Alla competenza sociale si associa anche il Cooperative Learning cioè la capacità di lavorare in gruppo nel quale queste abilità vengono acquisite e sviluppate e dove il collaborare insieme è indispensabile per poter mettere insieme competenze diverse per far fronte alla grande espansione dei saperi tecnico-scientifici.

## Conoscere se stessi
La consapevolezza delle proprie emozioni è un elemento chiave al fine di maturare un'appagante vita sociale fondata sull'interscambio e sulla capacità empatica, in un rapporto che coinvolge una pluralità di interlocutori.
L'utilizzo di questa forma di intelligenza si fonda sulla capacità di intuire i sentimenti, le aspirazioni e le emozioni delle persone che ci circondano e di avere una piena cognizione del proprio stato d'animo. Questo consente di orientare opportunamente i comportamenti a favore di obiettivi individuali o comuni.
Ciò che ci permette di essere "emotivamente intelligenti", quindi, non è essere sempre felici, ma accettare tutte le emozioni dentro di noi, e saperle utilizzare per vivere al meglio la nostra vita.

## Le componenti dell'intelligenza emotiva
L'intelligenza emotiva viene definita come la capacità di monitorare i propri sentimenti e quelli altrui al fine di raggiungere obiettivi.
Daniel Goleman esprime le cinque caratteristiche fondamentali dell'intelligenza emotiva, che ogni uomo codifica interiormente:
1. Consapevolezza di sé, la capacità di produrre risultati riconoscendo le proprie emozioni;
2. Dominio di sé, la capacità di utilizzare i propri sentimenti per un fine;
3. Motivazione, la capacità di scoprire il vero e profondo motivo che spinge all'azione;
4. Empatia, la capacità di sentire gli altri entrando in un flusso di contatto;
5. Abilità sociale, la capacità di stare insieme agli altri cercando di capire i movimenti che accadono tra le persone.

## Apprendimento emotivo
L'apprendimento inteso solo come processo statico, legato ad esempio a frasi dette da un relatore o alle parole scritte in un libro diventa insufficiente perché legato solamente al piano cognitivo-astratto rimanendo così slegato dal contatto con la realtà e dall'esperienza diretta.
L'apprendimento va considerato come un processo globale che incorpora anche le emozioni positive o negative che proviamo anche inconsapevolmente. Attraverso le situazioni emotivamente coinvolgenti l'apprendimento risulta non solo più piacevole ma anche più efficace e diventa quindi indispensabile in un'ottica di apprendimento globale considerare anche l'aspetto emozionale.
In un lavoro di studio e ricerca Mihaly Csikszentmihalyi ha focalizzato la sua attenzione sul flusso di coscienza e lo ha definito come il vivere l'atto in sé nello scorrere piacevole delle emozioni che l'azione suscita, completamente immersi nella situazione. Riuscire ad entrare nel flusso di coscienza permette di sfruttare al meglio le emozioni e di realizzare così un migliore apprendimento; si può ritenere questo processo come la massima espressione dell'intelligenza emotiva.
Nella costruzione di un percorso di apprendimento il fattore emozionale va quindi considerato come una componente indispensabile all'apprendimento stesso e si può quindi affermare che senza emozione non ci sia apprendimento.

## Valutazione dell'intelligenza emotiva
Presupposto necessario per la misurazione delle abilità, incluse nel concetto di intelligenza emotiva, è la soddisfazione di tre criteri:
- la possibilità di misurare almeno una delle abilità che costituiscono l'intelligenza emotiva[5];
- la misurazione deve riguardare direttamente l'abilità e non la descrizione che una persona compie del suo sentirsi emotivamente intelligente;
- la ricerca, rispetto alle abilità costitutive dell'intelligenza emotiva, dovrebbe connetterle fra di loro o metterne in correlazione più di una ad uno stesso criterio.

Fra le ricerche empiriche in grado di soddisfare questi criteri vi sono:
- Mayer, Di Paolo, Salovey (1990)[6]: secondo gli autori è provata l'esistenza di una abilità di base per cui gli individui, in modo differente, decodificano le emozioni che leggono sui volti, sui disegni o attraverso i colori. L'abilità di base è strettamente correlata ai punteggi che gli stessi individui ottengono su scale di self - reporter circa la capacità di empatia. Questo è in linea con le abilità denominate "abilità della percezione delle emozioni".
- Mayer, Salovey & Caruso (1977)[7]: questa ricerca che utilizza una scala/test, considera tutte le abilità che costituiscono l'IE e richiede al soggetto di riflettere e verbalizzare sulle emozioni provate dai personaggi di una storia analizzata. Per valutare la correttezza o meno delle risposte sono stati contemplati due criteri:

1. il personaggio si fa coinvolgere dalla situazione
2. il consenso della maggior parte dei partecipanti su una determinata risposta, scelta tra una lista di alternative possibili, in riferimento all'emozione agita dal personaggio.

Questi due criteri evidenziavano un adattamento con andamenti che non sono analoghi ma sono in grado di avvalorare l'esistenza dell'intelligenza emotiva.
- Averile & Nunley (1922)[8]: lo studio è rivolto alle abilità relative alla comprensione delle emozioni, "comprensione e analisi delle emozioni".

Secondo la previsione degli autori sul significato di IE, nel compito assegnato ad alcuni soggetti di descrizione delle emozioni provate di gioia, sollievo e disagio in una determinata situazione, il livello di successo, è correlato, anche se indipendente, ai punteggi di intelligenza in senso generale.
Questi studi, anche se quantitativamente poco numerosi, stimolano a credere che molte delle abilità che compongono l'IE sono tra loro correlate e parzialmente indipendenti dall'intelligenza (in senso generale).
L'intelligenza è in grado, secondo alcune ricerche, di predire il successo scolastico e occupazionale solo per il 10-20% della variabilità totale del fenomeno, il resto dipende da altri fattori tra cui con molta probabilità vi è l'IE. Kelly & Caplan (1993) hanno dimostrato come l'IE avesse favorito il successo degli ingegneri impiegati presso i laboratori Bell, sviluppando la loro abilità di lavorare con efficacia nel network. Il successo transitava dalla specializzazione in una sottoarea, all'accesso da parte degli altri colleghi del proprio expertise per poi rendersi disponibili verso gli altri.
È possibile affermare, secondo questi studiosi, che l'IE apporti un contributo nel miglioramento dello stato di benessere dei lavoratori, della comunicazione, della progettazione e realizzazione di prodotti.

## Differenze di genere
Diversi studi hanno indagato le differenze di genere nell'intelligenza emotiva, giungendo a risultati contrastanti. Se la maggior parte degli studi effettuati su campioni europei tendono a favorire l'esistenza di una maggiore competenza emotiva nelle donne, questa prevalenza è in realtà mediata da altri fattori, come l'età e il livello socioculturale. Studi effettuati su campioni asiatici hanno invece evidenziato una superiorità degli uomini nell'intelligenza emotiva.

## Social media
Diversi studi hanno indagato l'effetto dell'utilizzo dei social media sullo sviluppo dell'intelligenza emotiva. Sembra che l'eccessivo utilizzo dei social media, specie tra i preadolescenti, incida negativamente sui livelli di intelligenza emotiva